# Pat Curren
Pat Curren (Carlsbad, 8 de agosto de 1932) é um surfista dos Estados Unidos, conhecido como o primeiro campeão americano de surfe.

## Biografia
Nascido em Carlsbad na Califórnia, em 1950 se mudou para La Jolla e começou a surfar. Após três anos, começou a fabricar pranchas para Dale Velzy. Durante um período no Havaí, alugou uma loja e se profissionalizou com as pranchas.
Casou-se com Jeanine em 1961, retornando então à Califórnia.